# クラウス＝マッファイML-4000形ディーゼル機関車
ML-4000は、1961年から1969年の間にドイツのクラウス＝マッファイが製造した、6動軸の液体式ディーゼル機関車である。

## 概要
21両が北アメリカに、16両が南アメリカに納入された。電気式ディーゼル機関車が圧倒的多数である北米・南米において、液体式の大型機は特異な存在である。車軸配置はC-C。マイバッハ製のV型16気筒ディーゼルエンジン（排気量約86,066cc、直径185×行程200mm）とフォイトの液体変速機を2組搭載し、出力は4000馬力であった。

## 歴史

### 機関車出力増大への要請
1959年、GM-EMDがユニオン・パシフィック鉄道（UP）のために9両のGP9を改造し、ターボチャージャーを搭載して2000馬力とした車両を製造した。これは量産先行試作車というべきものであり、GP20、SD24として結実した。
UPと競合するサザン・パシフィック鉄道（SP）は、こうした大出力機関車の保有という点においてUPに出し抜かれた格好となった。1950年代後半には、ディーゼル機関車の技術はひとつの限界に達しており、SPの事業拡大もまた急がれていた。貨物列車はより長大に、そして編成全体の重量が大きくなり、SPは長距離を走る貨物列車に対して、時には10両もの機関車を連結せねばならなかった。
SPの主力機関車はEMDのF7とGP9であった。2,400 hp (1,800 kW) の換算のフェアバンクス・モースのトレイン・マスターことH-24-66も14両保有していたが、SPは貨物列車牽引用途には向かないと判断しており、サンフランシスコ・ベイエリアの通勤輸送に使用していた。

### 一次型と二次型
綿密な調査の後、SPは液体式ディーゼル機関車を試験的に導入することを決定した。その機関車は、ドイツのクラウス＝マッファイから4000馬力（3000キロワット）のものを3両購入することとした。機関車は船でドイツより運ばれ、1961年後半にテキサス州ヒューストンに陸揚げされた。その機関車がML-4000であった。
デンバー・アンド・リオグランデ・ウェスタン鉄道（D&RGW）も3両を導入したが、山岳路線には不向きということがわかり、早々にSPに売却された。到着すると同時にカリフォルニア州ローズビルの工場では専用の修繕線が設けられた。これら最初の発注分はキャブ・ユニットとして製造された。
試験運用が終了した後、SPは改めて15両を発注した。これらは1964年に納車された。この後期形は、同じエンジンと変速機ながら外観は大きく異なり、フード・ユニットとして製造され、台車はアメリカン・ロコモティブのものが使用された。

### 営業投入
SPはML-4000を営業に投入したが、 シエラネバダ山脈越えのルートで使用するには適していないことがわかった。そのため、カリフォルニア州の平坦地での運用に限定した。時にはFシリーズやGP9と重連での運転もなされた。機関車の信頼性はかなり高く、故障は一度しか記録されていない。
2回目の発注時にSPはアメリカン・ロコモティブに液体式ディーゼル機関車、DH643を3両発注した。

### 液体式の終焉
アメリカのディーゼル機関車技術は、1960年代後半になると世界の先端水準まで追いついてきた。電気式ディーゼル機関車が圧倒的になると、液体式ディーゼル機関車はいかに便利であろうとも、持て余されるようになった。
SPをはじめとする鉄道会社は引き続き強大な出力の機関車を欲したが、アメリカの車輌製造会社は1基のエンジンの機関車でそれに答えた（ML-4000は2基である）。1960年代後半には、SPはGM-EMDにSD40やSD45、ゼネラル・エレクトリックにU33Cを発注した。1967年、キャブ・ユニットタイプの初期ML-4000形は同年9月以降、順次使用終了となり、フード・ユニットの二次形もそれに続いた。
太平洋機関車連盟（Pacific Locomotive Association、PLA。のちのナイルス・キャニオン鉄道（Niles Canyon Railway）は、キャブ・ユニットのML-4000形が牽引する鉄道ファン向けの鉄道旅行の企画をSPに打診した。しかしながら、キャブ・ユニットはすでに使用されていなかったため、同年春、フード・ユニットの9120号がFP7とともに使用された。これが、ML-4000が旅客列車を牽引した唯一の機会となった。
1868年2月13日、SPは液体式ディーゼル機関車の使用をすべて取りやめることを発表した。同年末までに全車両が運用から外された。アルコの3両は少し程度がよかったので、1973年まで使用された。

## カメラカーとして
1968年末までに、ML-4000は1両の除いて全車サクラメントでスクラップとなった。解体されなかった1両（ロードナンバー9010号→9113号）は翌年にかけてカメラカーに改造され、SPMW（SPの保線用車両の報告記号）の1号となった。SPの管理システムはロードナンバーを4桁で管理していたため、さらにSPMW1166号に改番された。1969年6月、さらにSP8799号となった。
この車両の目的は運転士の教習に使用する機関車のシミュレーター用の映像を撮影することであった。外観は大きく変更され、ショート・フードを事故対策として重くて厚い鉄板でできた角張った箱のような形状のものとし、車端部まで延長した。その中にカメラが納められた。
内部は、運転室側の変速機が1組撤去され、空いたスペースにはカメラ用の発電セットが搭載された。その燃料は、機関車の本来の燃料タンクから供給された。2組のエンジンと1組の変速機は残されたが使用できない状態とされ、単なるウエイトとしての役割を与えられた。運転室内の制御機器は残され、このカメラカーを後部から押す機関車を制御するのに使用された。カメラカーは南カリフォルニアのウェスト・コルトン操車場を拠点としていろいろな列車の先頭に連結されたが、そのほとんどは専用の列車として設定された。
1984年、使用が停止された。

## ブラジルのML-4000
ブラジルでは、リオドセ傘下のビトリア・ミナス鉄道（Estrada de Ferro Vitória-Minas、略称EFVM）が1966年から1969年にかけて、メーターゲージ（軌間1000ミリメートル）仕様のML-4000を発注した。当時において、メーターゲージでは最大の出力を持つ機関車であった。
空転しやすいという問題があったが、1980年代にEMDのDDM45が導入されるまで使用された。

## 保存機
カメラカーは1986年にサクラメントのカリフォルニア州鉄道博物館に寄贈された。博物館はカメラカーのレストアを計画し、カメラカーたる前頭部のショート・フード部を撤去して原型と同じものと置き換えようとしたが、まだ実施されていない。今後、車両番号の9010への復元、将来的には2機のマイバッハ製エンジンの動態整備を予定している。
この車両はPLAに売却されるまで他の車両とともに屋外に放置されており、2008年の夏、ユニオン・パシフィック鉄道（UP）が、カリフォルニア州スノールのナイルズ・キャニオン鉄道（NCRy）との交点に移動した。NCRyは、さらにブライトサイド操車場に移動した。現在、レストアはPLAのボランティアによって施工中である。

## 所有者
| 鉄道                                           | 両数 | 車両番号 | 備考                           |
| ---------------------------------------------- | ---- | --- | ------------------------------ |
| デンバー・アンド・リオグランデ・ウェスタン鉄道 | 3    | 4001-4003 | サザン・パシフィック鉄道に売却 |
| サザン・パシフィック鉄道                       | 18   | 9000-9002→9100-9102 (キャブ・ユニット), 9021-9023→9103-9105 (D&RGWのキャブ・ユニット),9003-9017→9106-9120 (フード・ユニット) |                                |
| ビトリア・ミナス鉄道(EFVM)                     | 16   | 701-716 | 1000mm軌間                     |